# Bellaire (Ohio)
Bellaire és una població dels Estats Units a l'estat d'Ohio. Segons el cens del 2000 tenia 4.892 habitants.

## Demografia
Segons el cens del 2000, Bellaire tenia 4.892 habitants, 2.110 habitatges, i 1.299 famílies. La densitat de població era de 1.073,2 habitants/km².
Dels 2.110 habitatges en un 27,2% hi vivien nens de menys de 18 anys, en un 38,2% hi vivien parelles casades, en un 18,5% dones solteres, i en un 38,4% no eren unitats familiars. En el 34,4% dels habitatges hi vivien persones soles el 18,8% de les quals corresponia a persones de 65 anys o més que vivien soles. El nombre mitjà de persones vivint en cada habitatge era de 2,31 i el nombre mitjà de persones que vivien en cada família era de 2,95.
Per edats la població es repartia de la següent manera: un 24,1% tenia menys de 18 anys, un 7% entre 18 i 24, un 26,7% entre 25 i 44, un 21,8% de 45 a 60 i un 20,4% 65 anys o més.
L'edat mediana era de 40 anys. Per cada 100 dones de 18 o més anys hi havia 77,4 homes.
La renda mediana per habitatge era de 19.480 $ i la renda mediana per família de 25.185 $. Els homes tenien una renda mediana de 26.639 $ mentre que les dones 16.101 $. La renda per capita de la població era de 13.912 $. Aproximadament el 21,1% de les famílies i el 27,1% de la població estaven per davall del llindar de pobresa.

## Poblacions més properes
El següent diagrama mostra les poblacions més properes.